# Klubowe Mistrzostwa Świata w piłce siatkowej kobiet 2019
13. edycja Klubowych mistrzostw świata w piłce siatkowej kobiet odbył się w dniach 3–8 grudnia 2019 w Shaoxing w Chinach. W rozgrywkach będzie brać udział 8 drużyn. Tytuł Klubowego Mistrza Świata zdobył włoski klub Imoco Volley Conegliano. MVP została włoska atakująca Paola Egonu.

## Uczestnicy[3]
| Drużyna                 | Sposób awansu                      |
| ----------------------- | ---------------------------------- |
| Guangdong Evergrande    | Gospodarz                          |
| Tianjin Bridgestone     | Klubowy mistrz Azji                |
| Igor Gorgonzola Novara  | Klubowy mistrz Europy              |
| Minas Tênis Clube       | Klubowy mistrz Ameryki Południowej |
| Praia Clube             | Wicemistrz Brazylii (dzika karta)  |
| VakıfBank SK            | Mistrz Turcji (dzika karta)        |
| Eczacıbaşı Stambuł      | Wicemistrz Turcji (dzika karta)    |
| Imoco Volley Conegliano | Mistrz Włoch (dzika karta)         |

## Podział na grupy[4]
| Grupa A                                                                           | Grupa B                                                             |
| --------------------------------------------------------------------------------- | ------------------------------------------------------------------- |
| Eczacıbaşı Stambuł Imoco Volley Conegliano Minas Tênis Clube Guangdong Evergrande | Tianjin Bridgestone VakıfBank SK Praia Clube Igor Gorgonzola Novara |

## Hala sportowa
| Miasto   | Hala                           | Pojemność | Obiekt |
| -------- | ------------------------------ | --------- | ------ |
| Shaoxing | Shaoxing Olympic Sports Center | 3100      |        |

## Faza grupowa

### Grupa A
Tabela
| Lp. | Drużyna                 | Mecze | Mecze   | Mecze   | Pkt | Sety | Sety | Sety  | Małe punkty | Małe punkty | Małe punkty |
| Lp. | Drużyna                 | M     | W (3:2) | P (2:3) | Pkt | wyg. | prz. | ratio | zdob.       | str.        | ratio       |
| --- | ----------------------- | ----- | ------- | ------- | --- | ---- | ---- | ----- | ----------- | ----------- | ----------- |
| 1   | Imoco Volley Conegliano | 3     | 3 (1)   | 0 (0)   | 8   | 9    | 3    | 3.000 | 292         | 259         | 1.127       |
| 2   | Eczacıbaşı Stambuł      | 3     | 2 (0)   | 1 (0)   | 6   | 7    | 3    | 2.333 | 238         | 198         | 1.202       |
| 3   | Guangdong Evergrande    | 3     | 1 (0)   | 2 (0)   | 3   | 3    | 7    | 0.429 | 205         | 245         | 0.837       |
| 4   | Minas Tênis Clube       | 3     | 0 (0)   | 3 (1)   | 1   | 3    | 9    | 0.333 | 263         | 296         | 0.889       |

Źródło: FIVB
Punktacja: 3:0 i 3:1 – 3 pkt; 3:2 – 2 pkt; 2:3 – 1 pkt; 1:3 i 0:3 – 0 pkt
Zasady ustalania kolejności: 1. liczba zwycięstw, 2. liczba punktów, 3. stosunek setów, 4. stosunek małych punktów, 5. bilans w bezpośrednich meczach
Legenda:   awans do półfinału
Wyniki
- Wszystkie godziny według strefy czasowej UTC+08:00.

| Data       | Godz. | Drużyna 1               | Wynik | Drużyna 2               | 1     | 2     | 3     | 4     | 5     | Widzów | * |
| ---------- | ----- | ----------------------- | ----- | ----------------------- | ----- | ----- | ----- | ----- | ----- | ------ | - |
| 2019-12-03 | 10:00 | Imoco Volley Conegliano | 3:1   | Eczacıbaşı Stambuł      | 25:20 | 25:22 | 22:25 | 25:21 |       | 1856   | 1 |
| 2019-12-03 | 17:00 | Guangdong Evergrande    | 3:1   | Minas Tênis Clube       | 25:22 | 28:26 | 23:25 | 25:22 |       | 6227   | 2 |
| 2019-12-04 | 17:00 | Eczacıbaşı Stambuł      | 3:0   | Minas Tênis Clube       | 25:17 | 25:23 | 25:16 |       |       | 2277   | 3 |
| 2019-12-04 | 20:00 | Guangdong Evergrande    | 0:3   | Imoco Volley Conegliano | 16:25 | 22:25 | 21:25 |       |       | 3431   | 4 |
| 2019-12-06 | 10:00 | Imoco Volley Conegliano | 3:2   | Minas Tênis Clube       | 25:17 | 25:19 | 20:25 | 22:25 | 28:26 | 893    | 5 |
| 2019-12-06 | 17:00 | Eczacıbaşı Stambuł      | 3:0   | Guangdong Evergrande    | 25:21 | 25:9  | 25:15 |       |       | 2276   | 6 |

### Grupa B
Tabela
| Lp. | Drużyna                | Mecze | Mecze   | Mecze   | Pkt | Sety | Sety | Sety  | Małe punkty | Małe punkty | Małe punkty |
| Lp. | Drużyna                | M     | W (3:2) | P (2:3) | Pkt | wyg. | prz. | ratio | zdob.       | str.        | ratio       |
| --- | ---------------------- | ----- | ------- | ------- | --- | ---- | ---- | ----- | ----------- | ----------- | ----------- |
| 1   | Igor Gorgonzola Novara | 3     | 3 (2)   | 0 (0)   | 7   | 9    | 4    | 2.250 | 287         | 266         | 1.079       |
| 2   | VakıfBank SK           | 3     | 2 (0)   | 1 (1)   | 7   | 8    | 3    | 2.667 | 260         | 227         | 1.145       |
| 3   | Tianjin Bridgestone    | 3     | 1 (1)   | 2 (1)   | 3   | 5    | 8    | 0.625 | 246         | 276         | 0.891       |
| 4   | Praia Clube            | 3     | 0 (0)   | 3 (1)   | 1   | 2    | 9    | 0.222 | 233         | 257         | 0.907       |

Źródło: FIVB
Punktacja: 3:0 i 3:1 – 3 pkt; 3:2 – 2 pkt; 2:3 – 1 pkt; 1:3 i 0:3 – 0 pkt
Zasady ustalania kolejności: 1. liczba zwycięstw, 2. liczba punktów, 3. stosunek setów, 4. stosunek małych punktów, 5. bilans w bezpośrednich meczach
Legenda:   awans do półfinału
Wyniki
- Wszystkie godziny według strefy czasowej UTC+08:00.

| Data       | Godz. | Drużyna 1              | Wynik | Drużyna 2              | 1     | 2     | 3     | 4     | 5     | Widzów | *  |
| ---------- | ----- | ---------------------- | ----- | ---------------------- | ----- | ----- | ----- | ----- | ----- | ------ | -- |
| 2019-12-03 | 14:00 | VakıfBank SK           | 3:0   | Praia Clube            | 27:25 | 25:20 | 25:20 |       |       | 2311   | 7  |
| 2019-12-03 | 20:00 | Tianjin Bridgestone    | 2:3   | Igor Gorgonzola Novara | 25:17 | 25:15 | 18:25 | 15:25 | 11:15 | 7493   | 8  |
| 2019-12-05 | 17:00 | Igor Gorgonzola Novara | 3:2   | VakıfBank SK           | 25:21 | 25:22 | 25:27 | 24:26 | 15:12 | 2683   | 9  |
| 2019-12-05 | 20:00 | Tianjin Bridgestone    | 3:2   | Praia Clube            | 25:21 | 25:19 | 22:25 | 16:25 | 16:14 | 4700   | 10 |
| 2019-12-06 | 14:00 | Igor Gorgonzola Novara | 3:0   | Praia Clube            | 25:21 | 26:24 | 25:19 |       |       | 1158   | 11 |
| 2019-12-06 | 20:00 | Tianjin Bridgestone    | 0:3   | VakıfBank SK           | 15:25 | 14:25 | 19:25 |       |       | 5265   | 12 |

## Faza finałowa

### Drabinka
|  |                         |                         |                    |                    |   |                         |                         |       |
|  | Półfinały               | Półfinały               | Półfinały          |                    |   | Finał                   | Finał                   | Finał |
|  | Półfinały               | Półfinały               | Półfinały          |                    |   | Finał                   | Finał                   | Finał |
|  | 7 grudnia               |                         |                    |                    |   |                         |                         |       |
|  |                         |                         |                    |                    |   |                         |                         |       |
|  | Imoco Volley Conegliano | Imoco Volley Conegliano | 3                  |                    |   |                         |                         |       |
|  | Imoco Volley Conegliano | Imoco Volley Conegliano | 3                  | 8 grudnia          |   |                         |                         |       |
|  | VakıfBank SK            | VakıfBank SK            | 2                  |                    |   |                         |                         |       |
|  | VakıfBank SK            | VakıfBank SK            | 2                  |                    |   | Imoco Volley Conegliano | Imoco Volley Conegliano | 3     |
|  | 7 grudnia               |                         |                    |                    |   | Imoco Volley Conegliano | Imoco Volley Conegliano | 3     |
|  |                         |                         | Eczacıbaşı Stambuł | Eczacıbaşı Stambuł | 1 |                         |                         |       |
|  | Igor Gorgonzola Novara  | Igor Gorgonzola Novara  | Eczacıbaşı Stambuł | Eczacıbaşı Stambuł | 1 | 2                       |                         |       |
|  | Igor Gorgonzola Novara  | Igor Gorgonzola Novara  |                    |                    |   |                         |                         |       |
|  | Eczacıbaşı Stambuł      | Eczacıbaşı Stambuł      | 3                  |                    |   |                         |                         |       |
|  | Eczacıbaşı Stambuł      | Eczacıbaşı Stambuł      | 3                  | Mecz o 3. miejsce  |   |                         |                         |       |
|  |                         |                         |                    |                    |   |                         |                         |       |
|  | 8 grudnia               |                         |                    |                    |   |                         |                         |       |
|  |                         |                         |                    |                    |   |                         |                         |       |
|  | VakıfBank SK            | VakıfBank SK            | 3                  |                    |   |                         |                         |       |
|  | VakıfBank SK            | VakıfBank SK            | 3                  |                    |   |                         |                         |       |
|  | Igor Gorgonzola Novara  | Igor Gorgonzola Novara  | 0                  |                    |   |                         |                         |       |
|  | Igor Gorgonzola Novara  | Igor Gorgonzola Novara  | 0                  |                    |   |                         |                         |       |

- Wszystkie godziny według strefy czasowej UTC+08:00.

|  |  | Mecze o miejsca 5–8 |  |
|  |  | ------------------- |  |

| Data       | Godz. | Drużyna 1            | Wynik | Drużyna 2         | 1     | 2     | 3     | 4 | 5 | Widzów | *  |
| ---------- | ----- | -------------------- | ----- | ----------------- | ----- | ----- | ----- | - | - | ------ | -- |
| 2019-12-07 | 10:00 | Guangdong Evergrande | 0:3   | Praia Clube       | 22:25 | 20:25 | 14:25 |   |   | 1200   | 13 |
| 2019-12-07 | 14:00 | Tianjin Bridgestone  | 0:3   | Minas Tênis Clube | 23:25 | 26:28 | 19:25 |   |   | 3500   | 14 |

|  |  | Mecz o 7. miejsce |  |
|  |  | ----------------- |  |

| Data       | Godz. | Drużyna 1            | Wynik | Drużyna 2           | 1     | 2     | 3     | 4 | 5 | Widzów | *  |
| ---------- | ----- | -------------------- | ----- | ------------------- | ----- | ----- | ----- | - | - | ------ | -- |
| 2019-12-08 | 10:00 | Guangdong Evergrande | 3:0   | Tianjin Bridgestone | 28:26 | 25:20 | 25:21 |   |   | 1854   | 15 |

|  |  | Mecz o 5. miejsce |  |
|  |  | ----------------- |  |

| Data       | Godz. | Drużyna 1   | Wynik | Drużyna 2         | 1     | 2     | 3     | 4     | 5    | Widzów | *  |
| ---------- | ----- | ----------- | ----- | ----------------- | ----- | ----- | ----- | ----- | ---- | ------ | -- |
| 2019-12-08 | 14:00 | Praia Clube | 2:3   | Minas Tênis Clube | 25:18 | 14:25 | 25:18 | 22:25 | 9:15 | 1706   | 16 |

|  |  | Półfinały |  |
|  |  | --------- |  |

| Data       | Godz. | Drużyna 1               | Wynik | Drużyna 2          | 1     | 2     | 3     | 4     | 5     | Widzów | *  |
| ---------- | ----- | ----------------------- | ----- | ------------------ | ----- | ----- | ----- | ----- | ----- | ------ | -- |
| 2019-12-07 | 17:00 | Imoco Volley Conegliano | 3:2   | VakıfBank SK       | 25:23 | 20:25 | 25:23 | 21:25 | 23:21 | 3806   | 17 |
| 2019-12-07 | 20:00 | Igor Gorgonzola Novara  | 2:3   | Eczacıbaşı Stambuł | 21:25 | 25:23 | 11:25 | 25:23 | 13:15 | 4806   | 18 |

|  |  | Mecz o trzecie miejsce |  |
|  |  | ---------------------- |  |

| Data       | Godz. | Drużyna 1    | Wynik | Drużyna 2              | 1     | 2     | 3     | 4 | 5 | Widzów | *  |
| ---------- | ----- | ------------ | ----- | ---------------------- | ----- | ----- | ----- | - | - | ------ | -- |
| 2019-12-08 | 17:00 | VakıfBank SK | 3:0   | Igor Gorgonzola Novara | 26:24 | 25:23 | 25:21 |   |   | 4870   | 19 |

|  |  | Finał |  |
|  |  | ----- |  |

| Data       | Godz. | Drużyna 1               | Wynik | Drużyna 2          | 1     | 2     | 3     | 4     | 5 | Widzów | *  |
| ---------- | ----- | ----------------------- | ----- | ------------------ | ----- | ----- | ----- | ----- | - | ------ | -- |
| 2019-12-08 | 20:00 | Imoco Volley Conegliano | 3:1   | Eczacıbaşı Stambuł | 22:25 | 25:14 | 25:19 | 25:21 |   | 7135   | 20 |

| KLUBOWY MISTRZ ŚWIATA            |
| -------------------------------- |
| Imoco Volley Conegliano 1. TYTUŁ |

## Klasyfikacja końcowa
| Miejsce | Drużyna                 |
| ------- | ----------------------- |
| 1       | Imoco Volley Conegliano |
| 2       | Eczacıbaşı Stambuł      |
| 3       | VakıfBank SK            |
| 4       | Igor Gorgonzola Novara  |
| 5       | Minas Tênis Clube       |
| 6       | Praia Clube             |
| 7       | Guangdong Evergrande    |
| 8       | Tianjin Bridgestone     |

## Nagrody indywidualne
| Najlepsza zawodniczka (MVP) | Najlepsze przyjmujące        | Najlepsza atakująca | Najlepsze środkowe          | Najlepsza libero | Najlepsza rozgrywająca |
| --------------------------- | ---------------------------- | ------------------- | --------------------------- | ---------------- | ---------------------- |
| Paola Egonu                 | Kim Yeon-koung Kimberly Hill | Isabelle Haak       | Zehra Güneş Robin de Kruijf | Simge Aköz       | Joanna Wołosz          |